# آفتابگردان (روزنامه)
روزنامهٔ آفتابگردان اولین روزنامه تخصصی برای کودکان و نوجوانان در ایران بود که به همراه روزنامه همشهری (روزنامه صبح تهران) به صاحب امتیازی شهرداری تهران توسط مؤسسه همشهری از ۱۸ تیر ۱۳۷۳ تا ۲۹ آبان ۱۳۷۶ منتشر می‌شد. این روزنامه نخستین روزنامه کودکان و نوجوانان در خاورمیانه و از اولین روزنامه‌های کودکان در دنیا بود. این روزنامه در پی انتشار مطلب طنزی دربارهٔ عملکرد جانبدارانه صدا و سیمای ایران در طرفداری از یکی از کاندیداهای هفتمین دوره انتخابات ریاست جمهوری سال ۱۳۷۶ در تاریخهای ۱۱ و ۲۹ اردیبهشت ۱۳۷۶ (چهار روز پیش از انتخابات دوم خرداد ۱۳۷۶)، توقیف و تعطیل شد.

## کارکنان
برخی از نویسندگان و خبرنگاران شناخته شده‌ که در روزنامه آفتابگردان، مسئولیت  و یا با آن همکاری داشتند، عبارتند از:
- فریدون عموزاده خلیلی (سردبیر)
- طاهره ایبد (دبیر سرویس فرهنگی و زیست محیطی- سرپرست سرویس نگارش)
- لیلا رستگار (دبیر تحریریه)
- مهرداد غفارزاده (دبیر سرویس ادب و هنر)
- کیکاووس زیاری (خبرنگار سینمایی)
- فریبا نباتی (خبرنگار)
- مژگان کلهر (نویسنده)
- افشین علا (دبیر سرویس ادبی)
- مصطفی رحماندوست (شاعر و نویسنده)
- مریم پورثانی (دبیر علمی)
- احمد غلامی (دبیر سرویس نگارش)
- محمدرضا محمدی پاشاک (نویسنده)
- شهرام شفیعی (نویسنده)
- شاهرخ دولکو (خبرنگار)
- شادی صدر (وکیل و روزنامه‌نگار فمینیست ایرانی و فعال حقوق زنان)
- کاملیا انتخابی فرد (سردبیر روزنامه ایندیپندنت فارسی، نویسنده و کارشناس خبر)
- پناه فرهاد بهمن (خبرنگار بخش فارسی بی‌بی‌سی)
- هوتن ابوالفتحی (روزنامه‌نگار)
- لیلا نصیری ها(روزنامه نگار و مترجم)
- مجید جلالیان (دبیر سرویس علمی )
- افشین لیاقت (روزنامه نگار و کارگردان)
- آتوسا رقمی ( روزنامه نگار)
- اکبر نیکان پور (مدیر هنری)
- پريسا دمندان ( دبير سرويس عكس)
- علیرضا حفیظی (خبرنگار)

## ابعاد
روزنامه آفتابگردان در هشت صفحه رنگی منتشر می‌شد.